# Kazuyuki Otsuka
Kazuyuki Otsuka (født 7. juli 1982) er en tidligere japansk fodboldspiller.
Han har spillet for flere forskellige klubber i sin karriere, herunder Avispa Fukuoka og V-Varen Nagasaki.